# Apostolidi
Apostolidi - Апостолиди (rus) - és un khútor, un poble, de la República d'Adiguèsia, a Rússia. Es troba a la vora del riu Sups, a 4 km al sud-oest de Takhtamukai i a 96 km al nord-oest de Maikop, la capital de la república.
Pertany al municipi de Takhtamukai.